# تعلم مدمج
التعلم المدمج أو التعليم المدمج أو التعليم المختلط هو برنامج تعلمي رسمي يدمج بين التعلم في صف مع مدرس والتعلم عن طريق الإنترنت. في هذا البرنامج، يتلقى الطالب العلم عن طريق الإنترنت بشكل جزئي وكذلك بداخل الصف مع المدرس. وبهذا الأسلوب يتحكم الطالب بوقت التعلم ومكانه ومساره وسرعة تقدمه بشكل أكبر من البرامج التعلمية التقليدية. ويعتبر المدافعون عن هذا الأسلوب أن له ميزتان تُفَعِلان التعلم وهما القدرة على تجميع البيانات حول تعلم الطلاب وتخصيص المواد التعليمية والامتحانات التي تناسب أساليب تعلم الطلاب.

## سبب التسمية
التعلم المدمج هو ترجمة لمصطلح (بالإنجليزية: Blended learning) التي أطلقته شركة إيبيك عام 1999 لتصف طريقة اعتمادها على الحاسوب في برامجها التعليمية. ومع تطور الإنترنت، استخدم المصطلح ليصف طريقة اعتماد التكنولوجيا في التعليم العادي في الصف.
وهناك العديد من الترجمات العربية للمصطلح منها «التعلم المزيج»، «التعلم الخليط»، «التعلم الموالف»، و «التعلم التمازجي» و «التعلم المهجن».

## التعريف
تجمع العديد من التعريفات فيما يتعلق بالتعلم المدمج، على أنه الجمع بين عدة أنماط من التعلم، مثل التعلم الإلكتروني مع التعلم التقليدي وجهاً لوجه والتعلم الذاتي. ويقصد بالتعلم المدمج مزج أدوار المعلم التقليدية في الفصول الدراسية التقليدية مع الفصول الافتراضية والمعلم الإلكتروني. أي أنه تعلم يجمع بين التعلم التقليدي والتعلم الإلكتروني. وأفضل مفتاح للدمج هو الذي يجمع ين عدة طرق مختلفة للحصول على أعلى إنتاجية بأقل تكلفة. وعرفته الجمعية الأمريكية للتدريب والتطوير بأنه "الدمج المخطط له لأي مما يلي: التفاعل الحي وجهاً لوجه، التعاون المتزامن أو الا متزامن، التعلم الذاتي والأدوات المساعدة على تحسين الأداء.

## المزايا والعيوب

### المزايا
توفر تقنيات التواصل اللامتزامن عبر الإنترنت خبرة التعلم التضافري والإستقلالية في تحديد أفضل الأساليب للتعلم الذاتي والتي يعتمدها الطالب بحسب شخصيته، ومتطلباته مما يزيدفي نسبة رضاه ونجاحه في التعلم. وأثبتت الدراسات أن استعمال تقنيات المعلومات والتواصل تطور وصول الطالب إلى المواد التعليمية وتحسن سلوكياته تجاه تعلمه. وأثبتت دراسة لألكسندر وماكنزي عام 1998، أن دمج تقنيات المعلومات في المشاريع الصفية تحسن من ظروف تواصل المدرس مع طلابه، وبخاصة طلاب الدوام الجزئي، كما أنها سهلت للطلاب مهمة تقييمهم الذاتي لفهمهم للمواد عن طريق استخدام وحدات تقييم تعتمد الحاسوب.
ومن مزاياه أيضا الوصول إلى المحتوى العلمي من أي مكان في العالم.

### العيوب
من عيوب التعلم المدمج اعتمادها على تقنيات ما تزال غير معتمد عليها. فمثلا، ما زالت الإنترنت غير فعالة في الكثير من الأماكن في العالم. كما أن استخدامها بشكل فعال يتطلب إلمام الطالب باستعمال التكنولوجيا بشكل جيد. كما لاحظت دراسة عام 2008، أن 40% فقط من الطلاب يشاهدون أفلام الفيديو التعلمية.